# Ryszard Ataman
Ryszard Franciszek Ataman (ur. 30 września 1937 roku w Leżajsku, zm. 2 marca 2009 w Honolulu) – polski dziennikarz muzyczny, nauczyciel i językoznawca. 
W latach 1961–1963 był nauczycielem w Technikum Przemysłu Leśnego w Sobieszowie. Następnie podjął pracę jako dziennikarz w Polskim Radiu Rzeszów, gdzie prowadził audycje „Parada gwiazd” oraz „Gwiazdy z mojej płytoteki”. Przedstawiał w nich biogramy i twórczość światowych artystów takich jak Ray Charles, Elvis Presley czy Andy Williams. Audycje słynęły z odtwarzania piosenek trudno dostępnych w PRL. Na inspirację działalnością Atamana powoływali się później Tadeusz Nalepa i Wojciech Mann.
W latach 1693–1964 był także menadżerem bigbitowego zespołu Filipy. 
W latach 80. wyemigrował z Polski do Stanów Zjednoczonych. Od 1987 roku razem z Andrzejem Kendzią współprowadził w Filadelfii polonijne radio ARKA. Rozgłośnia funkcjonowała co najmniej do roku 1997. Na początku XXI wieku Ataman wyjechał na Hawaje, gdzie ponownie podjął pracę nauczyciela oraz prowadził talk-show w lokalnej rozgłośni radiowej. Zmarł 2 marca 2009 roku.